# Jasenica (okres Považská Bystrica)

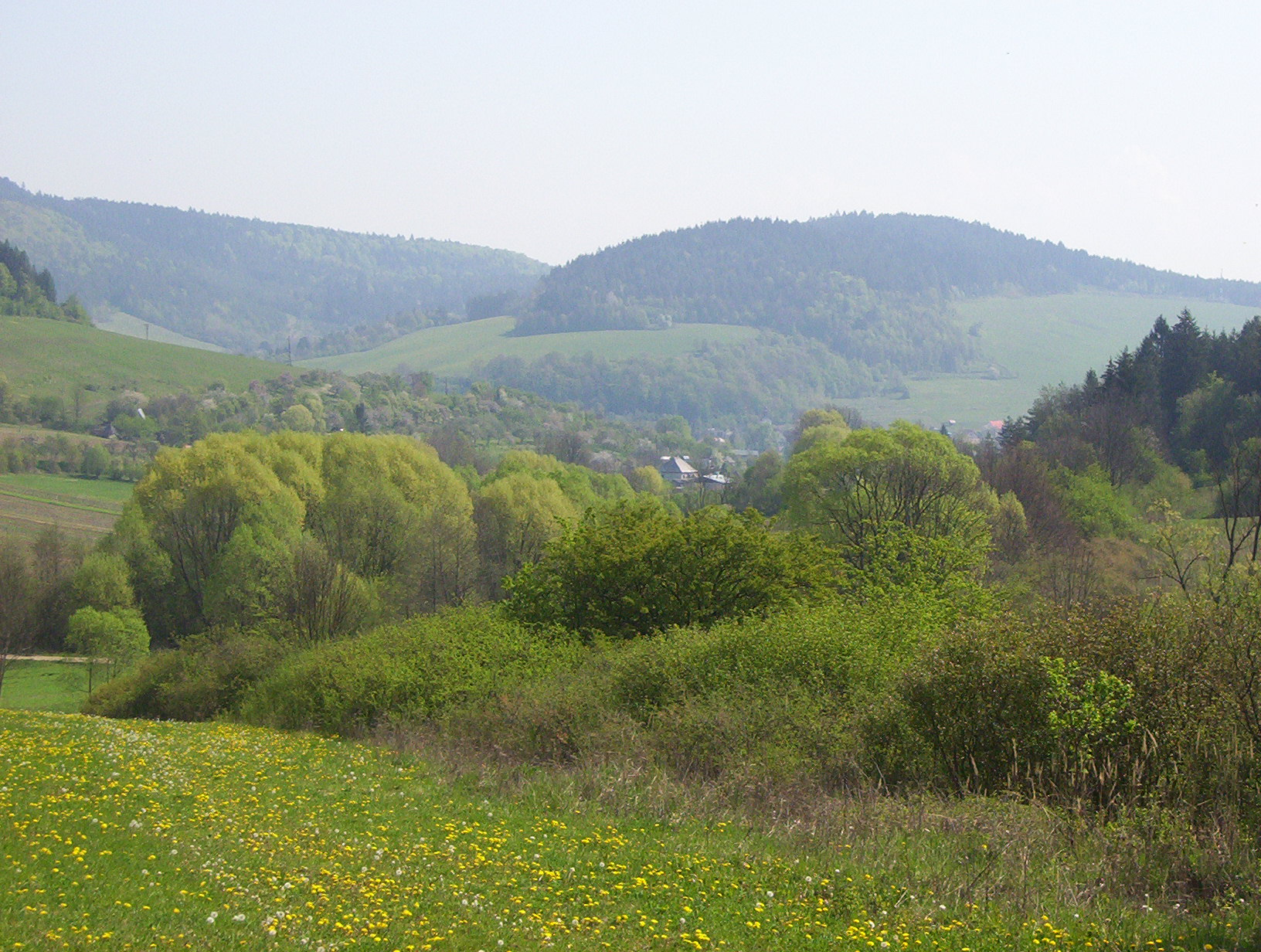
Jasenica

Jasenica (Hongaars: Jeszence) is een Slowaakse gemeente in de regio Trenčín, en maakt deel uit van het district Považská Bystrica.
Jasenica telt 1.081 inwoners.